# 郑玄
郑玄（127年8月29日—200年7月），字康成，北海高密（今山东省高密市）人，东汉经学家、预言家。集兩漢經學小成。曾拜大司農。《拾遺記》称郑玄为「經神」。

## 生平
少时习《易经》、《公羊传》，有“神童”之称，十八歲（144年）任乡啬夫。晋为乡佐。受北海国相杜密十分器重，永寿三年（157年），荐入太学，師從京兆第五元先、陈球；学习今文经學。延熹三年（160年），与卢植同拜马融为师，學習古文经學，又嘗游学于幽、并、兖、豫诸州。因党锢事件而被禁，专心著述，遍注群经，乃为汉代集经学之大成者，世称“郑学”。善飲酒，可飲一斛。
汉献帝年间，权臣董卓伏诛后，余党李傕、郭汜继续把持朝政，徐州刺史陶谦率前扬州刺史周乾、琅邪相阴德、东海相刘馗、彭城相汲廉、北海相孔融、沛相袁忠、泰山太守应劭、汝南太守徐璆、前九江太守服虔、博士郑玄等共推行车骑将军朱儁为太师，发檄文号召地方讨伐李傕，尊奉献帝。但朱儁应李傕征召入朝，陶谦等只能作罢。
建安三年（198年），汉献帝征郑玄为大司农，郑玄拜受后不赴任。故世又称为郑司农（但经学注疏的郑司农多指东汉初年经学家、大司农郑众）。建安五年（200年）春，夢見孔子对他说：“起，起，今年岁在辰，来年岁在巳。”官渡之战时，被袁绍逼迫下随军而行，到元城（今河北省大名县境）病危，至六月病逝。

## 作品
作品有《毛诗笺》、《三礼注》、《鄭司農集》。

## 家庭
子郑益（168～194），字益恩，二十三歲時被北海相孔融舉孝廉。北海被黃巾賊管亥包圍，鄭益率從家將兵前往奔救，遇賊見害，死時二十七歲。
孫郑小同，字子真，康成授小同家學，曾於三國魏時任官。

## 延伸阅读
[在维基数据编辑]
 在维基文库阅读此作者作品（ 在维基共享资源阅览影像）
 《後漢書·卷35》，出自范晔《後漢書》